# Бенуар
Бенуа́р; также ложи бенуара (от фр. baignoire «в форме ванны») — часть зрительного зала в театре, ложи по обеим сторонам партера на уровне сцены или несколько ниже.

## В театре
Ложи бенуара подняты над партером на уровень сцены, слева и справа от неё, там чаще всего сидят важные зрители. Выпуклая форма этих лож дала им название, которое переводится с французского как «ванна».
Бенуарные ложи бывают открытые и закрытые стеной или особыми сетками, препятствующими видеть сидящих в ложе и нисколько не мешающими им видеть зал и сцену.
Ввиду удобств, доставляемых подобным устройством, цена на эти ложи часто бывает относительно высокой.